# Ivan Peries
Ivan Peries (අයිවන් පීරිස්) (1921 – 1988) est un peintre srilankais, l'un des principaux artisans du Groupe 43. Né près de Colombo, il a passé plus de la moitié de sa vie en Grande-Bretagne où il a continué à peindre des images oniriques de Sri Lanka et de ses habitants.

## Biographie
Ivan Peries nait le 31 juillet 1921 à Dehiwela près de Colombo, sur la côte occidentale de Sri Lanka (Ceylan à l'époque). Son père, James Francis Peries, a étudié la médecine en Écosse, et sa mère, Ann Gertrude Winifred Jayasuria, est diplômée du St. Bridget's Convent de Colombo. Ivan Peries a trois frères et sœur : Erica, Noel, et l'ainé, Lester, qui deviendra la figure majeure du cinéma srilankais au XXe siècle.

### Formation et premiers travaux
Ivan Peries fréquente le collège St. Peter's de Colombo où il étudie la peinture sous la direction d'Harry Pieris qui devient son mentor et ami. L'intérêt de Peries pour l'art se développe dès son jeune âge. Sa première œuvre majeure est un paysage, Homage to El Greco (1939-40). Cette composition a quelque chose de l’énergie frénétique du peintre espagnol d'origine crétoise. Mais elle doit plus encore à l'école française, en particulier à Cézanne, maitre du paysage dont l'art esquissa les grandes lignes du modernisme. Peries titre d'ailleurs deux de ses toiles, The Bathers (1949 et 1960), allusion sans doute aux Grandes Baigneuses de Cézanne (1906). Son Homage to El Greco est peint à dix-neuf ans. Peries y affiche déjà une maîtrise de l'émotion et de la technique qui sera évidente dans ses travaux ultérieurs. Homage to El Greco est acheté par Lionel Wendt en 1941. C'est ainsi que Peries rencontre le célèbre photographe. Wendt aura une influence considérable sur Ivan et son frère Lester. Ses photographies des villages ceylanais et de leurs habitants ouvrent de nouvelles perspectives aux deux frères.

### Groupe 43
À vingt ans, Ivan Peries est déjà un artiste reconnu. Il fait partie d'une communauté d'intellectuels et artistes progressistes ceylanais comprenant, outre Lionel Wendt et Harry Pieris, Justin Daraniyagala, George Keyt, Aubrey Collette, George Claessen, Geoffrey Beling, L.T.P. Manjusri, Richard Gabriel, Walter Witharne et Y.J. Thuring. À cette époque Ivan est « excité et nerveux, [agissant] sur l'impulsion du moment. (…) Il rencontre un artiste après l'autre : Harry, Beling, Collette. Il va jusqu'à Nugedola rencontrer Justin, puis revient vers Lionel Wendt qui est respecté de tous » .
Le 29 aout 1943, Lionel Wendt organise avec Harry Pieris une rencontre d'artistes indépendants. Cette initiative leur est attribuée, mais Ivan Peries s'est chargé du travail de terrain, convainquant les artistes de se joindre à la réunion inaugurale chez Lionel Wendt,. Ce mouvement qui prend pour nom Groupe 43 – en référence à l'année de création du groupe – est une réaction au conservatisme de l'officielle et victorienne Ceylon Society of Arts.

### Londres
En 1946, Ivan Peries remporte une bourse gouvernementale pour étudier à l'Anglo-French Art Centre de Londres. En Europe, Peries continue à développer son intérêt pour l'art moderne. Il peint de nombreux tableaux, principalement des portraits, des figures et des nus.
Peries est l'un des protégés du diplomate britannique et collectionneur Martin Russell. Celui-ci a été le mécène du Groupe 43 dès sa création, aidant chacun de ses membres par l'acquisition de leurs premières œuvres.
Peries revient à Ceylan en 1949 mais n'y reste que quelques années ; il retourne à Londres en 1953. Il épouse Veronica Perry en 1955 avec laquelle il aura quatre enfants. Au début des années soixante, la famille s'installe à Southend-on-Sea, une station balnéaire du sud-est de l’Angleterre.

### Exil volontaire
Isolé des autres membres du Groupe 43 depuis son retour en Angleterre, Ivan continue à peindre des paysages ceylanais.
À partir de 1955 avec The Wave, puis The Return (1956) et The Arrival (1959-60), Ivan Peries maîtrise complètement sa vision et sa matière. Ces œuvres, parmi les plus abouties de Peries, sont des contributions tout à fait originales à l'art du paysage. Grandes toiles, d’une tonalité plus sombre, elles marquent une période d'effervescence dans la vie du peintre.
Après l'achèvement de The Arrival, Ivan est interné pour folie passagère. Ce tableau lui a pris « deux ans à planifier, six mois à réaliser, en travaillant vingt heures par jour : « J'ai passé six mois à Friern Barnet, où j'étais sous tranquillisants. Enfermé, battu, frappé à la poitrine et mis en cellule capitonnée une demi-douzaine de fois ; c'est, monsieur, le prix d'une ’œuvre magistrale’. » 
Les tableaux des années soixante dégagent une tranquillité nouvelle. L'expérience de vingt années de peinture est distillée dans les bruns riches d'un coucher de soleil et les gris chauds et les blancs d'une aurore. Un personnage seul face à la mer, un cocotier solitaire, souvent sans tête, et parfois un bateau ou une cabane deviennent la marque nostalgique du peintre.
Dans les années soixante-dix et plus encore vers la fin de sa vie, ses compositions sont moins colorées. Il travaille davantage avec des blancs, des gris et des noirs.
Ivan Peries meurt le 13 février 1988 dans sa maison de Southend-on-Sea, quelques semaines avant le décès de son mentor et ami, Harry Pieris.